# خدمة الطلبات المركزية لمساعدي الأطباء
CASPA أو خدمة الطلبات المركزية لمساعدي الأطباء عبارة عن خدمة طلبات PA تشبه الطلب العام المستخدم لبعض طلاب المستوى الجامعي، وخدمة الطلبات لكلية الطب الأمريكية المستخدمة عند التقديم في المدارس الطبية. وهي تسمح للطلاب بتقديم تطبيق واحد إلى العديد من المدارس.
وتتطلب أغلب مدارس مساعدي الأطباء في الولايات المتحدة أن يقوم الطلاب بتقديم الطلبات من خلال خدمة الطلبات المركزية لمساعدي الأطباء. ويتم استخدامها حاليًا من خلال حوالي 150 كلية، بما في ذلك أفضل خمس كليات مساعدي الأطباء: جامعة ديوك وجامعة إيموري وجامعة جورج واشنطون وجامعة أوتاه والمركز الطبي لجنوب غرب تكساس.
وقبل الأول من سبتمبر كل عام، فإن خدمة الطلبات المركزية لمساعدي الأطباء تفرض رسومًا بقيمة 135 دولارًا لكي يتم تقديم الطلب إلى كلية واحدة، بالإضافة إلى 45 دولارًا لكل كلية تابعة. وإذا تم تقديم هذه الأموال بعد الأول من سبتمبر، تتم زيادة المعدل الأساسي إلى 175 دولارًا للكلية الأولى بالإضافة إلى 45 دولارًا لكل كلية تابعة.